# Hydroporus crinitisternus
Hydroporus crinitisternus là một loài bọ cánh cứng trong họ Bọ nước. Loài này được Shaverdo & Fery miêu tả khoa học năm 2001.